# Fasci d'Azione Internazionalista
Fasci d'Azione Internazionalista (Español: Fasces de Acción Internacionalista) fue un movimiento italiano formado de octubre de 1914 por miembros disidentes de la USI en Primera Guerra Mundial para apoyar a la Triple Entente frente a las Potencias Centrales. El 11 de diciembre de 1914, se fusiona con Fascio de Acción Revolucionaria de Benito Mussolini para formar un único partido.
El partido se funda tras la publicación del manifiesto de dicho partido el 5 de octubre de 1914.